# Akov
Akov je merska enota za prostornino, ki znaša 56,5891 litra, pozneje pa točno 50 l.
Sprva je bil akov namenjen za merjenje vina, pozneje pa še ostalih tekočin.